# Archeo (vescovo)
Archeo (Leptis Magna, II secolo – ...) è stato un vescovo libico.
Vescovo di Leptis Magna, è il più antico vescovo africano a noi noto.